# Расмекеєво
Расмеке́єво (рос. Расмекеево, башк. Рәсмәкәй) — присілок (у минулому село) у складі Кушнаренковського району Башкортостану, Росія. Входить до складу Расмекеєвської сільської ради.
Населення — 224 особи (2010; 236 у 2002).
Національний склад:
- башкири — 57 %
- татари — 42 %